# 2024 w Wojsku Polskim
Kalendarium Wojska Polskiego 2024 – wydarzenia w Wojsku Polskim w roku 2024. W tym roku Siły Zbrojne Rzeczypospolitej Polskiej kontynuowały udział w misjach poza granicami kraju w ramach:
Polskiego Kontyngentu Wojskowego w ramach Dostosowanych Środków Wzmocnienia Organizacji Traktatu Północnoatlantyckiego dla Turcji, na terytorium Turcji, wschodnim akwenie Morza Śródziemnego oraz Morzu Czarnym.
Polskiego Kontyngentu Wojskowego w Siłach Międzynarodowych w Republice Kosowa i Republice Macedonii Północnej oraz w Bośni i Hercegowinie.
Polskiego Kontyngentu Wojskowego w składzie Wielonarodowej Brygady Południe-Wschód w Rumunii oraz Republice Bułgarii.
Polskiego Kontyngentu Wojskowego w składzie batalionowej grupy bojowej sił wzmocnionej Wysuniętej Obecności Organizacji Traktatu Północnoatlantyckiego w Republice Łotewskiej oraz Republice Estońskiej i Republice Litewskiej.
Polskiego Kontyngentu Wojskowego w Republice Iraku, Jordańskim Królestwie Haszymidzkim, Państwie Katar oraz Państwie Kuwejt.
Polskiego Kontyngentu Wojskowego w operacji wojskowej Unii Europejskiej na Morzu Śródziemnym.
Polskiego Kontyngentu Wojskowego w operacji wojskowej Unii Europejskiej w Bośni i Hercegowinie.
Polskiego Kontyngentu Wojskowego w szkoleniowej misji wojskowej Unii Europejskiej w Republice Środkowoafrykańskiej.
Polskiego Kontyngentu Wojskowego w Republice Libańskiej.

## Styczeń
8 stycznia
- Wprowadzono do użytku "Instrukcję o zasadach pracy biurowej w resorcie obrony narodowej"[10].

17 stycznia
- Gen. bryg. Mirosław Bryś odwołany ze stanowiska szefa Centralnego Wojskowego Centrum Rekrutacji[11].

26 stycznia
- Nowym dowódcą 1 Skrzydła Lotnictwa Taktycznego został płk pil. Piotr  Iwaszko[12].

29 stycznia
- Wicepremier, Minister Obrony Narodowej Władysław Kosiniak–Kamysz spotkał się z kończącymi służbę wojskową: gen. Rajmundem Andrzejczakiem i gen dyw. Tomaszem Piotrowskim[13].
- Kmdr Grzegorz Okuliar przekazał obowiązki komendanta Centrum Szkolenia Marynarki Wojennej. Czasowe pełnienie obowiązków na tym stanowisku powierzono kmdr. por. Dariuszowi Cebulce[14].

31 stycznia
- Przekazanie obowiązków dowódcy 10 Brygady Logistycznej. Gen. bryg. Maciej Siudak przekazał dowodzenie jednostką płk. Mieczysławowi Spychalskiemu[15].
- Zmiana dowodzenia w Centrum Szkolenia Artylerii i Uzbrojenia w Toruniu. Płk Remigiusz Zieliński przekazał obowiązki komendanta ppłk. Romanowi Piotrowskiemu, któremu powierzono czasowe pełnienie obowiązków na tym stanowisku[16].

## Luty
2 lutego
- Zmiana na stanowisku komendanta Szkoły Podoficerskiej Wojsk Lądowych w Poznaniu. Czasowe pełnienie obowiązków na tym stanowisku powierzono st. chor. sztab. Jackowi Staniszewskiemu[17].

14 lutego
- Minister Obrony Narodowej odwołał ze stanowisk: Komendanta Głównego Żandarmerii Wojskowej, gen. dyw. Tomasza Połucha oraz jego zastępcę gen. bryg. Roberta Jędrychowskiego[18]. Jednocześnie powołał nowe kierownictwo Żandarmerii Wojskowej: płk. Tomasza Kajzera na stanowisko Komendanta Głównego i ppłk. Edytę Korolczuk na stanowisko zastępcy[19].

20 lutego
- W Dzienniku Ustaw Rzeczypospolitej Polskiej zostało opublikowane rozporządzenie Ministra Obrony Narodowej z dnia 16 lutego 2024 r. w sprawie stawek uposażenia zasadniczego żołnierzy zawodowych[20].

21 lutego
- Nowym szefem Centralnego Wojskowego Centrum Rekrutacji został płk Grzegorz Wawrzynkiewicz[21].

29 lutego
- Nowym Rektorem Akademii Wojsk Lądowych został gen. broni w st. spocz. Marek Tomaszycki[22].

## Marzec
1 marca
- Odbyła się uroczystość nadania sztandaru wojskowego Dowództwu Wojsk Obrony Terytorialnej. Rodzicami chrzestnymi sztandaru zostali: pani Halina Rogozińska ps. "Mała" lub "Niebieska" - żołnierz, łączniczka IV Obwodu Ochota i pan Janusz Komorowski Prezes Światowego Związku Żołnierzy AK[23].

19 marca
- Weszło w życie nowe rozporządzenie Ministra Obrony Narodowej z dnia 7 marca br. w sprawie przeprowadzenia sprawdzianu sprawności fizycznej żołnierzy zawodowych[24].

27 marca
- Minister Obrony Narodowej odwołał gen. broni Jarosława Gromadzińskiego ze stanowiska dowódcy Eurokorpusu. Ma to związek ze wszczęciem postępowania kontrolnego przez Służbę Kontrwywiadu Wojskowego wobec oficera[25].

28 marca
- Gen. broni Piotr Błazeusz dotychczasowy I zastępca szefa Sztabu Generalnego WP z dniem 29 marca, został wyznaczony na stanowisko dowódcy Eurokorpusu[26].

## Kwiecień
4 kwietnia
- Decyzją Nr 21/MON Ministra Obrony Narodowej z dnia 4 kwietnia 2024 r. wprowadzono znak specjalny "Nurek Wojsk Specjalnych"[27].

12 kwietnia
- Minister Obrony Narodowej wyznaczył gen. dyw. Karola Dymanowskiego na stanowisko I zastępcy Szefa Sztabu Generalnego WP[28].

## Maj
3 maja
- Prezydent Rzeczypospolitej Polskiej, Zwierzchnik Sił Zbrojnych RP wręczył akty mianowania:

1. gen. broni Markowi Sokołowskiemu na stanowisko Dowódcy Generalnego Rodzajów Sił Zbrojnych[29];
2. gen bryg. Krzysztofowi Stańczykowi na stanowisko Dowódcy Wojsk Obrony Terytorialnej[30];
3. gen. broni Sławomirowi Wojciechowskiemu na stopień generała Wojska Polskiego[31].

## Czerwiec
12 czerwca
- Decyzją Ministra Obrony Narodowej Nr 54/MON z dnia 12 czerwca 2024 r. wprowadzono odznakę okolicznościową "Medal Sztabu Generalnego Wojska Polskiego"[32].

17 czerwca
- Płk Roman Piotrowski objął obowiązki komendanta Centrum Szkolenia Artylerii i Uzbrojenia[33].

21 czerwca
- Ukazało się postanowienie Prezydenta RP Andrzeja Dudy o użyciu Polskiego Kontyngentu Wojskowego dla wzmocnienia Sił Zbrojnych Republiki Francuskiej w zabezpieczeniu XXXIII Letnich Igrzysk Olimpijskich oraz XVII Letnich Igrzysk Paraolimpijskich. Kontyngent będzie liczył do 20 żołnierzy i pracowników w tym przewodników z psami służbowymi. Działał będzie od dnia 24 czerwca 2024 r. do dnia 30 września 2024 r. na terenie Republiki Francuskiej[34].

## Lipiec
1 lipca
- Wicepremier, Minister Obrony Narodowej wyznaczył na nowe stanowiska służbowe niżej wymienionych generałów[35]:

1. gen. dywizji Stanisława Czosnka na stanowisko Zastępcą Szefa Sztabu Generalnego Wojska Polskiego;
2. gen. dywizji Sławomira Owczarka na stanowisko I Zastępcy Dowódcy Generalnego Rodzajów Sił Zbrojnych;
3. gen. bryg. Grzegorza Barabiedę na stanowisko I Zastępcy Dowódcy Wojsk Obrony Terytorialnej;
4. gen. bryg. Cezarego Janowskiego na stanowisko Dyrektora Departamentu Kontroli.

- Czasowo pełniący obowiązki komendanta Centrum Szkolenia Marynarki Wojennej, kmdr por. Dariusz Cebulka przekazał obowiązki nowemu komendantowi kmdr. Andrzejowi Wojtkowiakowi[36].

12 lipca
- Katastrofa samolotu M-346 Bielik podczas treningu do pokazów na lotnisku w Gdyni-Babich Dołach. Zginął pilot kpt. pil. Robert "Killer" Jeł[37].

30 lipca
- Gen. bryg. Roman Kopka dotychczasowy dowódca 7 Brygady Obrony Wybrzeża przekazał dowodzenie niebieskimi beretami płk. Marcinowi Adamskiemu[38].

## Sierpień
1 sierpnia
- Wojsko Polskie rozpoczęło na granicy wschodniej operację "Bezpieczne Podlasie". Zastąpiła ona dotychczasowe operacje prowadzone w tym rejonie[39].

9 sierpnia
- Zmiana na stanowisku dowódcy Wielonarodowej Dywizji Północny-Wschód. Gen. dyw. Zenon Brzuszko przekazał obowiązki gen. bryg. Jarosławowi Górowskiemu[40].

14 sierpnia
- Prezydent Rzeczypospolitej Polskiej, Zwierzchnik Sił Zbrojnych RP Andrzej Duda, wręczył akty mianowania na stopnie generalskie 19 oficerom Wojska Polskiego[41]:

1. gen. dyw. Stanisławowi Czosnkowi, Zastępcy Szefa Sztabu Generalnego Wojska Polskiego na stopień generała broni;
2. gen. bryg. Piotrowi Fajkowskiemu, Dowódcy 11 Dywizji Kawalerii Pancernej na stopień generała dywizji;
3. gen. bryg. Piotrowi Kriese, Inspektorowi Szkolenia Dowództwa Generalnego Rodzajów Sił Zbrojnych na stopień generała dywizji;
4. gen. bryg. Michałowi Rohde – Zastępcy Dowódcy 2 Korpusu Polskiego – Dowództwa Komponentu Lądowego na stopień generała dywizji;
5. gen. bryg. Bogdanowi Rycerskiemu, Szefowi Sztabu Wielonarodowego Korpusu Północny-Wschód na stopień generała dywizji;
6. gen. bryg.  Markowi Wawrzyniakowi, Szefowi Zarządu Inżynierii Wojskowej, Zastępcy Inspektora Rodzajów Wojsk Dowództwa Generalnego Rodzajów Sił Zbrojnych na stopień generała dywizji;
7. płk. Witoldowi Bartoszkowi, Dowódcy 1 Brygady Logistycznej na stopień generała brygady;
8. płk. Tomaszowi Biedziakowi, Dowódcy 20 Brygady Zmechanizowanej na stopień generała brygady;
9. płk. Mieczysławowi Bieńkowi, Szefowi Zarządu Analiz Wywiadowczych i Rozpoznawczych-P2 Sztabu Generalny Wojska Polskiego na stopień generała brygady;
10. płk. Mirosławowi Bodnarowi, Radcy Koordynatorowi Dowództwa Generalnego Rodzajów Sił Zbrojnych na stopień generała brygady;
11. płk. Markowi Brzezisze, Dowódcy 3 Brygady Radiotechnicznej na stopień generała brygady;
12. płk. Jarosławowi Chojnackiemu, Szefowi Pionu-Zastępcy Szefa Sztabu ds. Operacyjnych Dowództwa Operacyjnego Rodzajów Sił Zbrojnych na stopień generała brygady;
13. płk. Piotrowi Iwaszko, Dowódcy 1 Skrzydła Lotnictwa Taktycznego na stopień generała brygady;
14. płk. Jerzemu Jankowskiemu, Radcy Koordynatorowi Biura Ministra Obrony Narodowej na stopień generała brygady;
15. płk. Grzegorzowi Kaliciakowi, Dowódcy 15 Brygady Zmechanizowanej na stopień generała brygady;
16. płk. Grzegorzowi Kołodziejczykowi, Dowódcy 3 Skrzydła Lotnictwa Transportowego na stopień generała brygady;
17. płk. Damianowi Matysiakowi, Zastępcy Dowódcy Garnizonu Warszawa na stopień generała brygady;
18. płk. Piotrowi Saniukowi, Dowódcy 1 Brygady Lotnictwa Wojsk Lądowych na stopień generała brygady;
19. płk. Arkadiuszowi Widle, Szefowi Inspektoratu Kontroli Wojskowej na stopień generała brygady.

## Wrzesień
1 września
- Pułkownik Roman Brudło nowym dowódcą 9 Braniewskiej Brygady Kawalerii Pancernej[42].

23 września
- Siły Zbrojne RP rozpoczęły operację pk. Feniks, której celem jest łagodzenie skutków powodzi oraz przyspieszenie odbudowy zniszczonej infrastruktury. W operacji, która potrwa do końca roku z możliwością jej przedłużenia weźmie udział nie mniej niż 5000 żołnierzy[43].

30 września
- Gen. dyw. Bogdan Rycerski nowym dowódcą Centrum Szkolenia Sił Połączonych – JFTC w Bydgoszczy[44].

## Październik
22 października
- Minister Obrony Narodowej decyzją Nr 128/MON wprowadził odznakę okolicznościową „Medal 10-lecia sformowania Dowództwa Generalnego

Rodzajów Sił Zbrojnych”.
- Minister Obrony Narodowej decyzją nr 130/MON zmienił datę Święta Marynarki Wojennej z ostatniej niedzieli czerwca na dzień 28 listopada[46].
- Minister Obrony Narodowej decyzją nr 136/MON nadał 3 Brygadzie Radiotechnicznej we Wrocławiu imię gen. dyw. pil. dr. Józefa Zająca[47].

## Listopad
10 listopada
- W przeddzień Narodowego Święta Niepodległości Prezydent Rzeczypospolitej Polskiej, Zwierzchnik Sił Zbrojnych RP Andrzej Duda, wręczył akty mianowania 12 oficerom na stopnie generalskie i admiralski[48]:

1. gen. dyw. Dariuszowi Parylakowi, Dowódcy Wielonarodowego Korpusu Północny-Wschód na stopień generała broni;
2. gen. bryg. Tomaszowi Dominikowskiemu, Dowódcy Garnizonu Warszawa na stopień generała dywizji;
3. gen. bryg. Jarosławowi Górowskiemu, Dowódcy Wielonarodowej Dywizji Północny-Wschód na stopień generała dywizji;
4. gen. bryg. Jackowi Ostrowskiemu, Inspektorowi Rodzajów Wojsk Dowództwa Generalnego RSZ na stopień generała dywizji;
5. kadm. Jarosławowi Wypijewskiemu, Dyrektorowi Departamentu Zwierzchnictwa nad Siłami Zbrojnymi w BBN na stopień wiceadmirała;
6. płk. Marcinowi Adamskiemu, Dowódcy 7. Brygady Obrony Wybrzeża na stopień generała brygady;
7. płk. Tomaszowi Białasowi, Dowódcy 25. Brygady Kawalerii Powietrznej na stopień generała brygady;
8. płk. Tomaszowi Lenartowi, Zastępcy Dowódcy Centrum Dowodzenia Operacjami Powietrznymi (Coalition Air Operaction Center – CAOC) w Niemczech na stopień generała brygady;
9. płk. Piotrowi Lisowskiemu, Dowódcy Litewsko-Polsko-Ukraińskiej Brygady LITPOLUKRBRIG na stopień generała brygady;
10. płk. Jackowi Perkowskiemu, Zastępcy Szefa Inspektoratu – Szefowi Sztabu Inspektoratu Wsparcia Sił Zbrojnych na stopień generała brygady;
11. płk. Mieczysławowi Spychalskiemu, Dowódcy 10. Brygady Logistycznej na stopień generała brygady;
12. płk. Wojciechowi Tańskiemu, Komendantowi 4. Wojskowego Szpitala Klinicznego – Komendanta Rejonu Zabezpieczenia Medycznego Wojsk na stopień generała brygady.

21 listopada
- Generał broni Dariusz Parylak objął obowiązki Dowódcy Wielonarodowego Korpusu Północno-Wschodniego[49].

## Grudzień
- 13 grudnia
- Minister obrony narodowej decyzją Nr 181/MON nadał Centrum Rozpoznania Osobowego w Zegrzu imię prof. Haliny Szwarc ps. „Jacek II” oraz ustanowił dzień 1 lipca świętem jednostki[50][51].